# Antifašističko sobranje narodnog oslobođenja Makedonije
Antifašističko sobranje narodnog oslobođenja Makedonije (izvorno: Antifašističko sobranie na narodnoto osloboduvanje na Makedonija, složena kratica: ASNOM), vrhovno predstavničko, zakonodavno i izvršno tijelo narodne vlasti u Makedoniji, u tijeku narodne revolucije; konstituiralo se na prvom zasjedanju 2. kolovoza 1944. u Prohoru Pčinjskom, tada na oslobođenom teritoriju Makedonije. Kasnije je Prohor Pčinjski pripao Federalnoj Srbiji.